# Daniel Aceves
Daniel Aceves Villagrán (Ciudad de México, México, 18 de noviembre de 1964) es un exatleta mexicano, ganador de una medalla olímpica de plata en lucha greco-romana en los Juegos Olímpicos de Los Ángeles 1984 y del Premio Nacional de Deportes en tres ocasiones. Después de su retiro ha ostentado diversos cargos públicos. Actualmente es presidente de Medallistas Olímpicos de México, columnista en el periódico Excélsior y Director de la Fundación Alfredo Harp Helú para el Deporte. 

## Trayectoria deportiva

### Nacimiento e infancia
Daniel Aceves nació el 18 de noviembre de 1964 en el oeste de la Ciudad de México en el seno de una familia deportista. Es hijo del exluchador profesional Roberto Bonales, más conocido como "Bobby Bonales" o "La Maravilla Moreliana" y es hermano del también luchador olímpico Roberto Aceves.

### Comienzos
Proveniente de una familia inmersa en el mundo luchístico, Daniel, a los 13 años, empezó a entrenar lucha olímpica en el Deportivo Guelatao, cerca de la Lagunilla, donde fue entrenado por Roberto Vallejo, un gran luchador amateur en los años 60.

"Ya a los cuatro o cinco años me echaba luchitas contra mis amigos. Estaba muy motivado por la lucha profesional"

Apenas un año después de iniciar con la lucha grecorromana, participó en el mundial infantil de 1978 en Albuquerque, Nuevo México donde obtuvo el 3° lugar, a pesar de que las mejores expectativas lo colocaban en la sexta posición. 

### Despunte Deportivo
En 1980, ya como juvenil, ganó la medalla de oro en el Campeonato Panamericano en Panamá, para posteriormente convertirse en campeón mundial juvenil, en Colorado Springs, derrotando al italiano Vicenzo Maensa en tan solo 40 segundos. En 1981 se integró a la selección mayor de lucha de México. Un año más tarde, ya competía en la categoría de adultos y había conseguido el tercer sitio en el Torneo Internacional de Chicago.

### Los Ángeles 1984
El sorteo del torneo lo sembró en el grupo B de la categoría de los 52 kilogramos, división en la que Daniel era casi imbatible.
El 31 de julio, en su primer encuentro, iba derrotando al turco Erol Kemah por 5-4, pero a 30 segundos del final, fue descalificado y declarado como perdedor. El mismo día, por la tarde, se enfrentó al ecuatoriano Iván Garcés (campeón mundial juvenil), a quien venció por 14-2, derrotándolo por superioridad técnica.
En la lucha del 1 de agosto contra Richa Hu, de la República Popular China, Daniel resultó ganador con un marcador de 14-8.
Sobre el torneo dijo:

"Las cosas se me iban aclarando a las mil maravillas. Al otro día tendría que enfrentarme al finlandés (Taisto Halonea) en otra lucha crucial: si ganaba, podía aspirar a disputar la final y asegurar, cuando menos, la medalla de plata, pero, si perdía, mis escenarios no eran ideales: mi siguiente lucha podría ser por la medalla de bronce, o por finalizar la competencia en el quinto lugar."

Halonea representaba un enorme reto: tenía más experiencia, era mucho más alto y fuerte que Aceves. Sin embargo, su escasa técnica le daba una gran oportunidad al mexicano. Durante el primer tiempo se fue rápidamente al ataque,  y al finalizar esa primera fase tenía ventaja de 9-0, pero en el segundo tiempo el enfrentamiento dio un giro inesperado. El finlandés empezó a dominar la lucha hasta empatarla a 9 puntos, segundos antes de que los jueces decretaran su fin. Momentos después, por decisión, se proclamó triunfador a Daniel por una acción realizada por él de tres puntos y mejor técnica. 
En la tarde del 2 de agosto de 1984 disputó el combate por la medalla de oro contra el japonés Atsuji Miyahara, invicto y campeón mundial en 1983. Tras una polémica decisión arbitral, toda vez que el mexicano puso a su rival en toque de espaldas en dos ocasiones (lo que según las reglas de la disciplina, le daba el triunfo automáticamente), no obstante, el árbitro central no otorgó la victoria para Aceves e hizo que el combate continuara hasta que Miyahara fuese declarado ganador de la presea dorada y Daniel de la de plata.
Su retiro se debió a una grave lesión en la rodilla, impidiéndole participar en los Juegos Olímpicos de Seúl 1988.

### Logros
| Año  | Lugar             | Competición                              | Lugar                       | Categoría |
| 1978 | Medalla de bronce | Mundial Infantil                         | Albuquerque, Nuevo México   | 45 kg     |
| 1979 | Medalla de bronce | Mundial Infantil                         | San Diego, California       | 45 kg     |
| 1979 | Medalla de oro    | Campeonato Panamericano                  | Panamá                      | 48 kg     |
| 1980 | Medalla de oro    | Mundial Juvenil                          | Colorado Springs            | 48 kg     |
| 1981 | Medalla de oro    | Campeonato Panamericano                  | México                      | 48 kg     |
| 1981 | Medalla de plata  | Campeonato Abierto                       | Estados Unidos              | 48 kg     |
| 1982 | Medalla de bronce | Torneo Internacional                     | Chicago, Estados Unidos     | 48 kg     |
| 1982 | Medalla de plata  | XIV Juegos Centroamericanos y del Caribe | La Habana, Cuba             | 48 kg     |
| 1983 | Medalla de bronce | IX Juegos Panamericanos                  | Caracas, Venezuela          | 48 kg     |
| 1984 | Medalla de oro    | Campeonato Centroamericano y del Caribe  | La Habana, Cuba             | 57 kg     |
| 1984 | Medalla de plata  | Juegos Olímpicos de Los Ángeles 1984     | Los Ángeles, Estados Unidos | 52 kg     |

### Reconocimientos
- Designado para ser Portador Oficial de la Antorcha de los XXII Juegos Olímpicos de verano Tokio 2020 en el recorrido de Hiroshima, Japón.
- Miembro permanente del Comité Olímpico Mexicano
- Miembro del Salón de la Fama de la Confederación Deportiva Mexicana
- Trofeo del Luchador Olmeca
- Acreedor a la Condecoración de Plata de la Federación Internacional de Lucha.
- Reconocimiento por el Combate a las Adicciones y al Delito por parte de la Procuraduría General de la República
- Reconocimiento por el Combate a las Adicciones por parte del Programa contra la Farmacodependencia del Departamento de Educación de los Estados Unidos[3]
- Condecoración al Mérito Naval de la Primera y Segunda Clase de la Secretaría de Marina
- Premio Iberoamericano a la Calidad en los Servicios Públicos
- Premio INTRAGOB, INNOVA a la Calidad Gubernamental y Premio Calidad Contigo

| Año  | Premio                                                                    |                                                                                   |
| 1984 | Premio Nacional de Deportes                                               | Al Mérito Deportivo                                                               |
| 2000 | Deportista del Siglo en la lucha mexicana                                 |                                                                                   |
| 2005 | Carta de Congratulación del Comité Fair Play Internacional                |                                                                                   |
| 2005 | Trofeo del Comité de Fair Play México                                     |                                                                                   |
| 2011 | Premio Nacional de Deportes                                               | En el campo de Fomento, la Protección o el impulso de la práctica de los Deportes |
| 2011 | Condecoración de Oro de la Federación Internacional de Lucha              |                                                                                   |
| 2011 | Premio Jade de la República de China                                      |                                                                                   |
| 2014 | Reconocimiento del Consulado General de México en Los Ángeles, California |                                                                                   |
| 2015 | Botín de Oro de la United World Wrestling Américas en Santiago de Chile   |                                                                                   |
| 2017 | Premio Nacional de Deportes                                               | Por Actuación y Trayectoria Destacada en el deporte mexicano                      |

## Trayectoria profesional
Su retiro deportivo dio paso al inicio de una importante carrera profesional y laboral; Aceves es licenciado en derecho, posee una maestría en Comunicación Organizacional y un doctorado en Alta Dirección. Como servidor público ha ostentado distintos cargos, de los cuales destacan:
- Representante a la 1.ª Asamblea de Representantes del Distrito Federal (1988-1991)
- Delegado de la Procuraduría Federal del Consumidor en Azcapotzalco y Miguel Hidalgo. D.F. (1996-1998)
- Director de Administración de LICONSA, S.A. de C.V., Secretaría de Desarrollo Social (SEDESOL) (2005-2006)
- Director corporativo de Asuntos Jurídicos del Colegio Nacional de Educación Profesional Técnica (CONALEP) (2007-2011)
- Director general de Prospera, programa de Inclusión Social (antes Oportunidades); de la Comisión Nacional de Protección Social en Salud (2013-2018)[5]
- Director de la Fundación Alfredo Harp Helú para el Deporte (2019-actualmente)

Daniel Aceves no se ha alejado del deporte y ha estado muy involucrado en actividades relacionadas con este, ya que desde el 2007 hasta la actualidad preside la Asociación de Olímpicos Mexicanos, A.C.; también Medallistas Olímpicos de México, A.C., donde fue reelegido para el periodo 2017-2021.
Daniel Aceves fue convocado para ser portador de la antorcha olímpica en el recorrido previo a los Juegos Olímpicos de Tokio, a celebrarse del 23 de julio al 8 de agosto del 2021.